# Inpakpapier

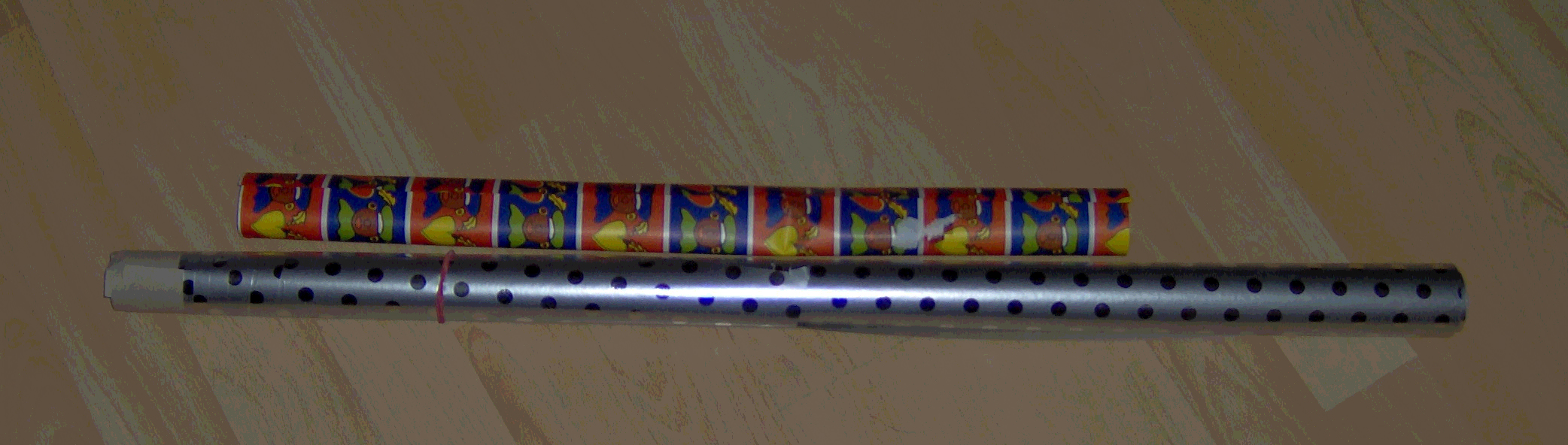
Inpakpapier op rollen

Inpakpapier, geschenkpapier of cadeaupapier is papier (of soms ook kunststoffolie) dat wordt gebruikt om voorwerpen te verpakken.
Over het algemeen is het op rol of per vel in verschillende kleuren en motieven te verkrijgen. Voor bepaalde gelegenheden worden cadeaus in speciaal bedrukt papier verpakt, zo is er bijvoorbeeld sinterklaaspapier en kerstpapier.

## Bloemen
Boeketten als cadeau worden in het algemeen in doorzichtig kunststof verpakt. Bloemen die niet voor zulke bijzondere gelegenheden worden gebruikt, worden meestal in dikker papier verpakt. Dit papier is vaak bedrukt met het embleem van de betreffende bloemist.

## Linten
Bij sommige cadeaus, bloemen, parfums wordt de verpakking bovendien voorzien van linten, om de verpakking aantrekkelijker en verrassender te maken.

## Ander land, ander papier
In Nederland wordt doorgaans in vrolijke kleuren bedrukt papier gebruikt om cadeaus mee in te pakken. In andere landen wordt soms glimmende, bedrukte kunststoffolie gebruikt.

## Bescherming
Inpakpapier wordt ook vaak als bescherming toegevoegd door bedrijven aan bepaalde producten om ze te beschermen tegen externe factoren tijdens transport. Het bruine, verstevigde kraftpapier met soms een streeppatroon is hier een bekend voorbeeld van. Toepassingen kunnen zijn post, papierpakketten of andere producten.